# Eunica cinara
Eunica cinara är en fjärilsart som beskrevs av William Chapman Hewitson 1852. Eunica cinara ingår i släktet Eunica och familjen praktfjärilar. Inga underarter finns listade i Catalogue of Life.